# Бургињон су Куси
Бургињон су Куси (фр. Bourguignon-sous-Coucy) насеље је и општина у североисточној Француској у региону Пикардија, у департману Ен (Пикардија) која припада префектури Лаон.
По подацима из 2011. године у општини је живело 92 становника, а густина насељености је износила 32,86 становника/km². Општина се простире на површини од 2,8 km². Налази се на средњој надморској висини од 38 метара (максималној 72 m, а минималној 48 m).

## Демографија
| 1962. | 1968. | 1975. | 1982. | 1990. | 1999. | 2011. |
| ----- | ----- | ----- | ----- | ----- | ----- | ----- |
| 62    | 73    | 59    | 77    | 99    | 83    | 92    |

График промене броја становника у току последњих година